# Entre deux eaux (roman)
Pour les articles homonymes, voir Entre deux eaux et Acqua Alta.
Entre deux eaux (Acqua Alta, dans l'édition originale en anglais) est un roman policier américain de Donna Leon publié en 1996. C'est le 5e roman de la série mettant en scène le personnage de Guido Brunetti.

## Résumé
L'archéologue américaine Lynch, de renommée internationale, revient de Chine à Venise. Elle doit s'expliquer avec le directeur de musée Semenzato avec qui elle a organisé une exposition de céramiques chinoises. Lynch le soupçonne d'avoir remplacé des pièces par des faux. À la veille de leur rencontre, elle est victime d'une violente agression. À sa sortie d'hôpital, c'est Semenzato qui est assassiné. Le commissaire Brunetti est chargé de l'affaire. Bravant les intempéries de l'hiver, il patauge dans les Acque Alte à la rencontre des différents protagonistes et de leurs secrets, explorant le monde des collectionneurs d'art, hommes aux caprices parfois sans limites.

## Éditions
Éditions originales en anglais
- (en) Donna Leon, Acqua Alta, Londres, Macmillan Publishers, 26 avril 1996, 343 p. (ISBN 978-0-333-65654-9) — Édition britannique
- (en) Donna Leon, Acqua Alta, New York, HarperCollins, octobre 1996, 282 p. (ISBN 978-0-06-018651-7, LCCN 96007166) — Édition américaine

Éditions françaises
- Donna Leon (auteur) et William Olivier Desmond (traducteur), Entre deux eaux [« Acqua Alta »], Paris, Calmann-Lévy, coll. « Calmann-Lévy crime », 6 avril 1999, 319 p. (ISBN 978-2-7021-2974-6, BNF 37037336)
- Donna Leon (auteur) et William Olivier Desmond (traducteur), Entre deux eaux [« Acqua Alta »], Paris, Seuil, coll. « Points policier » (no 734), 11 avril 2000, 319 p. (ISBN 978-2-02-034041-0, BNF 37112456)

## Adaptation télévisée
Le roman a fait l'objet d'une adaptation pour la télévision, en 2004, sous le même titre français (titre allemand original : Acqua Alta), dans le cadre de la série Commissaire Brunetti dans une réalisation de Sigi Rothemund, produite par le réseau ARD et initialement diffusée le 11 novembre 2004.